# Nova Kršlja
Nova Kršlja falu Horvátországban, Károlyváros megyében. Közigazgatásilag Rakovicához tartozik.

## Fekvése
Károlyvárostól 58 km-re délre, községközpontjától 8 km-re keletre, a Kordun területén fekszik.

## Története
Vegyes szerb és horvát nemzetiségű falu volt. 1857-ben 724, 1910-ben 814 lakosa volt. Trianonig Modrus-Fiume vármegye Ogulini járásához tartozott. A horvát közigazgatási reform előtt Szluinhoz tartozott. 1991 és 1995 között a Krajinai Szerb Köztársaság része volt. 1995 augusztusában a Vihar hadművelet során foglalta vissza a horvát hadsereg. Szerb lakossága nagyrészt elmenekült. 2011-ben 66 lakosa volt, túlnyomóan horvátok.

## Lakosság

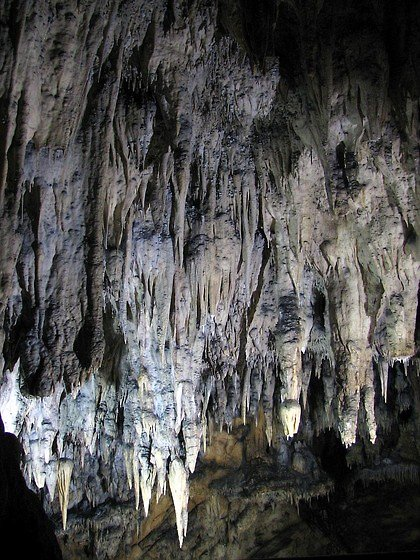
A Felső-Baraćeva cseppkőcsodái

| Lakosság változása | Lakosság változása | Lakosság változása | Lakosság változása | Lakosság változása | Lakosság változása | Lakosság változása | Lakosság változása | Lakosság változása | Lakosság változása | Lakosság változása | Lakosság változása | Lakosság változása | Lakosság változása | Lakosság változása | Lakosság változása |
| ------------------ | ------------------ | ------------------ | ------------------ | ------------------ | ------------------ | ------------------ | ------------------ | ------------------ | ------------------ | ------------------ | ------------------ | ------------------ | ------------------ | ------------------ | ------------------ |
| 1857               | 1869               | 1880               | 1890               | 1900               | 1910               | 1921               | 1931               | 1948               | 1953               | 1961               | 1971               | 1981               | 1991               | 2001               | 2011               |
| 724                | 713                | 690                | 748                | 840                | 814                | 746                | 738                | 382                | 407                | 362                | 358                | 323                | 251                | 85                 | 66                 |

## Nevezetességei
A falu közelében találhatók Barać barlangjai (Baraćeve spilje). A három cseppkőbarlang, melyeket Felső (Gornja)-, Alsó (Donja)- és Új (Nova) Baraćevának neveznek már az őskorban lakhelyül szolgáltak, de lakták őket a középkorban is. A Felső Baraćevát már 1892-ben megnyitották a turistaforgalom előtt. Egyike volt az ország első látogatható barlangjainak. Itt nyílt meg 2004-ben az ország első barlangász háza.